# 東京都立墨東病院
東京都立墨東病院（とうきょうとりつぼくとうびょういん）は、東京都墨田区江東橋にある医療機関。地方独立行政法人東京都立病院機構が運営している病院である。1978年に日本で初めて精神科救急医療事業（ER）を開始した。

## 沿革
- 1961年4月 - 墨田区江東橋に墨田病院と本所病院を統合して設立
- 1972年4月 - 救急病棟100床増築
- 1978年11月 - 精神科病棟（28床）を開設。精神科救急事業を開始[2]
- 1985年11月 - 救命救急センター（20床）開設
- 2016年2月 - 高度救命救急センターに指定
- 2017年4月 - 地域がん診療連携拠点病院に指定
- 2022年7月1日 - 東京都（病院本部）から地方独立行政法人東京都立病院機構に移行[3]。

## 診療科目
| 内科系 - 消化器内科 - 呼吸器内科 - 内分泌代謝科 - 腎臓内科 - 神経内科 - 血液内科 - 総合診療科 - 循環器科 - 神経科(精神科) - 小児科 - リウマチ膠原病科（内科系） - 診療放射線科 - 感染症科 - 輸血科 - 内視鏡センター - 病理診断科 | 外科系 - 上部消化管外科 - 下部消化管外科 - 肝胆膵外科 - 乳腺外科 - 内視鏡外科 - 心臓血管外科 - 呼吸器外科 - 整形外科 - リハビリテーション科 - 脳神経外科 - 形成外科 - 皮膚科 - 泌尿器科 - 眼科 - 耳鼻咽喉科 - リウマチ膠原病科（外科系） - 歯科口腔外科 - 麻酔科 | 救急 - 高度救命救急センター - 救急診療科 周産期 - 産婦人科 - 新生児科 |

## 問題となった事件・不祥事

### 2005年

#### 医師による準強制わいせつ事件
胸部心臓血管外科部長（当時）が、検査を装い、女性患者5人の全裸写真を撮影したとして、準強制わいせつ罪に問われたもの。2005年7月26日に公判が東京地裁であり、検察側は「医師の立場を利用した卑劣な犯行」などと指摘し、懲役6年を求刑した。9月13日、東京地裁は、懲役3年10カ月の実刑判決を言い渡した。

### 2008年

#### 妊婦たらい回し死亡事件
東京都内の妊婦（36歳・当時）は2008年10月4日の夜、脳内出血による激しい嘔吐と頭痛を訴えて、かかりつけの産婦人科に救急車で運ばれた。担当した女性医師は緊急手術が必要との判断から、都立墨東病院に受け入れを要請する。同院はリスクの高い妊娠に24時間対応する「総合周産期母子医療センター」に指定されていた。ところが返ってきた答えは、「当直医が1人で、受け入れられない」というものだった。都立墨東病院は、2004年から医師の退職が相次いでおり、産科の場合は常勤1人と研修医1人が辞めていた。人手が足りず、2008年7月から土日祝日の当直医を2人から1人に減らしていた。妊婦が運ばれた日は、不運にも土曜日だった。かかりつけの産婦人科の担当医は、さらに6病院にも受け入れを求めたがすべて断られる。結局、墨東病院は2回目の要請で妊婦を受け入れたが、最初の要請から1時間以上が経過。帝王切開で子供は無事に生まれたが、女性は3日後に亡くなった。

### 2009年

#### 患者個人情報271人分など流出
2009年1月29日、東京都病院経営本部は、都立墨東病院の患者情報などを含むデータがWinnyで流出したことを公表した。患者の氏名、年齢、性別、疾患名など271人分をはじめ、職員の氏名、住所、電話番号が64人分、委託職員の会社名と氏名が291人分、その他14人分の氏名とメールアドレスが含まれる。1月25日に外部から指摘があり、調査した結果、同病院の看護職員がUSBメモリに保存していた業務資料や、別の事務職員が作成した資料などが流出していることが判明した。2008年7月、この看護職員のUSBメモリ内のデータを修復するため、事務職員が自宅PCで作業を行ったが、その後、Antinnyウイルスに感染。事務職員のPC内から2008年12月30日にデータが流出したという。墨東病院では、個人情報の職場外への持ち出し禁止などを再度周知徹底するほか、自宅などのPCについてもWinnyなどのファイル交換ソフトの使用を禁止するとしている。

### 2013年

#### 医療用麻薬紛失事件
2013年8月28日、東京都病院経営本部は、都立墨東病院で、医療用麻薬の紛失があったことを発表した。発表によると、23日の夕方、墨東病院薬剤科の職員が処方せんと施用票をチェックしたところ、同病院病棟で保管していた医療用麻酔の麻酔用鎮痛剤「フェンタニル0.5mg/10ml」の未使用2本、および使用済2本のアンプルが返却されておらず、所在が不明となっていることが判明したという。ただちに関係する職員の聴取や、院内捜索を実施したものの、発見にいたらなかったため、26日に東京都福祉保健局健康安全部に報告するとともに、本所警察署に紛失届を提出した。

### 2017年

#### 院長天下り問題
2017年3月まで都立墨東病院の院長だった人物が、同年9月に一般社団法人が新設した病院（江東区北砂）の院長に就任した問題。同病院が、都立墨東病院から2～3キロという至近距離にあるため、「公務員が利害関係先へ天下っていいのか」と、江東区医師会より異論が呈されたとされるもの。なお、本件について、東京都の病院経営本部は「利害関係とは許認可や補助金、行政権限に関わることをいう。医療機関同士の就職活動は利害関係という位置づけにはならない」旨の説明をしている。

### 2019年

#### 薬剤師違法労働・パワハラ事件
都立墨東病院の薬剤科で働いた薬剤師（20代女性）が、違法な長時間労働や給料の未払いに遭い、また上司からパワハラを受けたという事件。具体的には、夜勤練習、勉強会への強制参加、前超勤（勤務時間以前から出勤させること）、超過勤務申請の揉み消し、タイムカード打刻後の残業の強要といった無給の残業の強要、「上の人たちはできていた仕事ができていない。能力がない。」といった言葉が毎日のように投げかけられる、有給休暇取得を妨害するといったパワー・ハラスメントが行われていた、といった被害が元薬剤師側から申告された。元薬剤師側は、2019年9月3日、超過勤務手当の支払いとパワー・ハラスメントの慰謝料の支払い等を求めて、東京地裁に提訴した。2021年3月18日、東京都が、11項目にわたる職場改善の約束を行うこと、80万円の解決金の支払いを行うことで和解が成立している。

#### 準強制性交未遂等わいせつ事件
2019年11月8日、東京都は、飲み会後の二次会で女性3人にそれぞれわいせつな行為をしたとして、都立墨東病院の神経科所属の医師3人を懲戒免職処分とした。うち１人は準強制性交未遂の罪で逮捕、起訴され東京地裁で公判中とのこと。起訴されたのは非常勤の臨床医（31歳）で、東京地裁での公判では認否を留保したという。ほかに、常勤医の医師1名（38歳）と非常勤の医師1名（30歳）はいずれも書類送検後に不起訴となった。都によると、3人は2019年7月、うち1人の自宅で被害女性らとともに飲み会の二次会をしていた際、それぞれ女性1人ずつに対し、馬乗りになって自分の下着を下ろしたり、胸を触ったりするわいせつな行為をした。女性らにけがはなく、薬物などの使用も確認されていないという。

### 2020年

#### 患者個人情報記載書類紛失
2020年1月8日、東京都は、都立墨東病院にて患者の個人情報を記載した書類の紛失が発生したと発表した。同院の非常勤医師により、鞄ごと紛失されたと推測される診療情報提供書には、都立墨東病院患者1名の患者氏名、患者ID、生年月日、性別、年齢、傷病名が記載されていた。当該医師は1月7日、都内の警察に遺失物届を提出、その後複数の職員で捜索したが発見には至っていない。同院では1月8日に、当該患者に対し謝罪と説明を行い、再発防止のため職員全員に本件周知と個人情報の漏えい防止について注意喚起を実施し、情報管理の徹底を図るよう指示を行った。

#### メール誤送信で患者個人情報流出
2020年4月3日、都立墨東病院が「IAレポートシステム保守点検委託」を委託している株式会社セノーが、同システムの導入を検討している他病院において、説明のため同システムの画面のスクリーンショット画像をメールで送信する際、宛先のメールアドレスを誤り、画像に記載された都立墨東病院患者の個人情報が流出した。マスキング、暗号化の処置はされていなかった。誤送信先にメール削除の依頼を送信したが連絡はないという。また、同社は、患者情報を含む画像を第三者に提供する旨の許可を都立墨東病院に取っていなかった。同社は流出の関係者に電話または訪問にて説明と謝罪を行っている。

### 2021年

#### 緊急事態宣言中に長時間会食でコロナ感染
2021年3月13日、東京都は、新型コロナウイルス患者を受け入れる都立墨東病院で、医師や看護師など男女5人が感染したと発表した。緊急事態宣言中の3月4日に、マスクを外して、深夜まで長時間会食をしていたもの。5人は、同日勤務後、病院近くの居酒屋で午後6時～8時ごろに飲み会を開き、その後、研修医の自宅に場所を移し、最長午前零時ごろまで二次会を続けた。5人は飲酒し、マスクは着用していなかった。その後、5人全員の感染が確認された。病院は、コロナ禍にあっては、宣言期間に限らず、不特定多数での会食を自粛するよう呼び掛けてきており、5人を厳重注意とした。

## 新型コロナウイルス感染
- 2020年（令和2年）
  - 4月14日、都と東京都立墨東病院は、入院患者ら4人が新型コロナウイルスに感染したことを発表した。他の患者や看護師ら4人にも発熱がある。病院は、集団感染が起きた可能性もあるとみている[18]。
  - 4月15日、東京都立墨東病院は、20名の検査を実施、15日現在14名の結果が判明し、陽性2名、陰性12名を確認した[19]。
  - 4月18日、都と東京都立墨東病院は、入院患者ら11人の感染が新たに確認されたと発表した。累計の感染者は23人になった。院内感染が拡大した恐れが高いという[20]。
  - 4月22日、東京都立墨東病院は、新たに患者3名と職員9名計12名の感染者が判明し、累計の感染者が39人となった。これに伴い、診療体制について運用の見直しを行う[21]。
  - 4月27日、新たに委託職員1人の感染が判明し、累計の感染者が42人となった。また、同日までに病院関係者740人余りのPCR検査が終了し、約700人の陰性が確認された[22]。
  - 5月15日、都立墨東病院は、院内感染が複数例判明し診療体制を4月20日より縮小していたが、感染防止体制が整ったため通常診療を再開した[23]。

## 交通アクセス
公式サイトを基に記載する。
- 錦糸町駅徒歩7分
- 住吉駅徒歩15分
- 都営バス各系統「江東車庫前」下車徒歩2分

## 関連人物
- 市橋秀夫 - 過去に同院の精神神経科医長を務めた。
- 尾身茂 - 過去に同院の研修医として勤務した。
- 正林督章 - 過去に同院の医師として勤務した。
- 浜辺祐一 - 同院救命救急センター部長

## 登場作品
- テレビドラマ『1995〜地下鉄サリン事件30年 救命現場の声〜』 - 制作：フジテレビ、2025年
  - 実在の人物をモデルとした主人公（演：津田健次郎）が勤務。本作品の題材である地下鉄サリン事件発生当時は、被害者受け入れ先の1つとなった。作中後半のインタビュー映像として、事件発生当時、被害者を治療した医師も登場。